# Innocenti omicidi
Innocenti omicidi (A Little Thing Called Murder) è un film televisivo del 2006, scritto e diretto da Richard Benjamin.

## Riconoscimenti
- "Miglior film per la televisione" nell'11ª edizione dei Satellite Awards.
- Per la sua interpretazione nel film, Judy Davis vinse, sempre nell'11ª edizione dei Satellite Awards, il premio "Miglior attrice in una miniserie o film per la televisione"  e venne anche candidata ai Premi Emmy 2006 come "Migliore attrice in una miniserie o film per la televisione".